# Virgin Steele (album)
Virgin Steele è il primo disco del gruppo heavy metal statunitense Virgin Steele, uscito negli Stati Uniti nel 1982 e nel Regno Unito nel 1983.

## Tracce
1. Danger Zone (DeFeis/Starr) – 4:29
2. American Girl (Starr) – 2:51
3. Dead End Kids (DeFeis/Starr) – 3:25
4. Drive On Thru (Starr) – 3:11
5. Still In Love With You (DeFeis/Starr) – 6:17
6. Children Of The Storm (DeFeis/Starr) – 2:26
7. Pictures On You (DeFeis/Starr/O'Reilly/Ayvazian) – 3:29
8. Pulverizer (Starr) – 2:10
9. Living In Sin (DeFeis/Starr) – 3:49
10. Virgin Steele (DeFeis/Starr) – 4:39

### Bonus track nell'edizione del 2002
1. The Lesson  – 5:58 (Demo)
2. Life of Crime  – 4:29 (Demo)
3. Burn The Sun  – 4:06 (Demo)
4. American Girl  – 2:52
5. Dead End Kids  – 3:28 (New Mix)
6. Drive On Thru  – 3:12
7. Living In Sin  – 3:46

## Formazione
- David DeFeis - voce, tastiere
- Jack Starr - chitarra elettrica
- Joe O'Reilly - basso
- Joey Ayvazian - batteria